# منهاج سراج
ابوعمروعثمان بن سراج الدین محمد جوزجانی، مشهور به منهاج سراج ملقب به صدر جهان است. او قاضی، شاعر و مورخِ فارسی زبان دربار غوریان و سلاطین هند در سده هفتم، مؤلف کتاب طبقات ناصری است. از مطالب کتابش آشکار است که او در سال ۵۸۹ قمری متولد شده‌است. زادگاه او جوزجان بخشی از افغانستان امروزی است . اما برخی از مورخان محل تولد او را لاهور و برخی دیگر فیروزکوه (پایتخت غوریان) می‌دانند.

## زندگی
جوزجانی از خاندانی اهل سیاست و علم بود که اصالتاً از مردم جوزجان بودند و در دربار غزنویان و غوریان مناصب مهمی داشتند. پدر او، سراج الدین محمد بن عثمان، فقیه و قاضی دربار غوریان بود. جوزجانی از سوی مادر نیز متعلق به دودمان‌های معروف و وابسته به غوریان بود. دوره کودکی جوزجانی در حرم ماه ملک، دختر سلطان غیاث‌الدین محمد سام گذشت. او تا ۲۲ سالگی در فیروزکوه بود و در همان‌جا به تحصیل پرداخت. زندگی جوزجانی پس از انقراض غوریان مبهم است؛ بنظر می‌رسد او در این سال‌ها در خدمت حاکمان محلی بوده و سفرهایی نیز از جانب آنان به نیمروز و قهستان کرده‌است. جوزجانی به طریقت چشتیه ارادت داشت. وفات او احتمالاً بعد از سال ۶۵۸ ق در دهلی بوده‌است.

## مقامات و مناصب منهاج سراج
جوزجانی در سال ۶۲۴ پس از هجوم مغول به هند، نزد ناصرالدین قباچه، از سلاطین مملوک غور که در سند و مولتان و اُچ حکومت می‌کرد، رفت. ناصرالدین قباچه نیز اداره امور مدرسه فیروزی اُچ و قضاوت لشکر را به او سپرد.
در سال ۶۲۵ که سلطان شمس الدین التمش اُچ را فتح کرد، جوزجانی مورد توجه او قرار گرفت و همراه او به دهلی رفت. در سال ۶۳۰ جوزجانی عهده‌دار قضاوت و امور شرعی هند شد و در گوالیار اقامت کرد. پس از درگذشت التمش در ۶۳۳، اوضاع هند آشفته شد؛ اما وقتی سلطنت، در ۶۳۴، به سلطان رضیه رسید، جوزجانی تدریس و اداره مدرسه ناصریه دهلی را بر عهده گرفت و بار دیگر قاضی گوالیار شد. او در سال ۶۳۹، در دوره حکومت معزالدین بهرام شاه، قاضی کل هند شد و پس از کشته شدن بهرام شاه، که سلطان علاءالدین مسعودشاه به سلطنت رسید، جوزجانی به ناچار از منصب قضا کناره‌گیری کرد و در ۶۴۰ به لکهنو رفت. در سال ۶۴۳ به همراه طغان خان، حاکم لکهنو، به دهلی رفت و به دربار علاءالدین مسعود راه یافت و با حمایت غیاث الدین الغ خان بَلبن، مسئولیت مدرسه ناصریه و منصب قضا در گوالیار به او سپرده شد. در همان سال همراه سلطان مسعود در جنگ با مغولان شرکت کرد. در سال ۶۴۹، در زمان سلطان ناصرالدین محمودشاه، جوزجانی قاضی القضات دهلی شد و تا ۶۵۱ بر این منصب بود؛ اما در آن سال، به دلیل اختلاف و بدبینی سلطان نسبت به بلبن، برکنار شد. در سال ۶۵۲، صدرالملک نجم الدین ابوبکر، به وزارت سلطان ناصرالدین محمود رسید و با حمایت او، سلطان به جوزجانی لقب صدر جهان داد. او به توصیه بلبن، که باز نزد سلطان تقرب یافته بود، قاضی القضات هند شد.

## آثار
مِنهاج سِراج جوزجانی علاوه بر تاریخ‌نگاری، به عربی و فارسی نیز شعر می‌گفت. او منظومه‌ای ناصری نامه را در مدح سلطان ناصرالدین محمودشاه سرود که اکنون در دست نیست.
شهرت جوزجانی بیشتر به سبب کتاب طبقات ناصری او است. او این اثر را در ۶۵۳ به نام ناصرالدین محمود آغاز کرد و در ۶۵۸ به پایان رساند. این کتاب تاریخ عمومی، شامل ۲۳ طبقه است که بخش‌های مهم آن، تاریخ غزنویان، غوریان، خوارزمشاهیان و سلاطین هند است؛ ضمن اینکه تاریخ حمله مغولان به ماوراءالنهر و هند (قسمت آخر) اختصاصاً دربارهٔ استیلای مغول، از ابتدای خروج تاتار تا فتح بغداد، نوشته شده که بر اساس مشاهدات مؤلف است و اطلاعات تاریخی باارزشی دارد. طبقات ناصری همزمان با تاریخ جهانگشای جوینی نوشته شده‌است. ضیاءالدین برنی نیز کتاب خود، تاریخ فیروز شاهی، را در تکمیل طبقات ناصری نوشته‌است.